# أحمد المرغني (لاعب كرة قدم)
أحمد المرغني (من مواليد 24 مايو 1988) هو لاعب كرة قدم مصري.

## مسيرته مع الأندية
صعد المرغني للفريق الأول بنادى الزمالك في نهاية الدور الأول من موسم 2008-2009 على يد الكابتن أحمد رمزي والكابتن أحمد رفعت. تم الاعتماد عليه بشكل أساسي في تشكيله الفريق وسط ظروف سيئه وصعبه مر بها نادى الزمالك. شارك المرغني بشكل أكبر لا سيما بعد قدوم المدير الفني السويسري ميشيل دي كاستال وأصبح أحد اللاعبون الأساسين في مركزه متفوقا على لاعبين كبار ومن ثم نال إشادة الجميع نظرا لمستواه المتميز جدا.
غاب تماما اللاعب من تشكيلة المدير الفني حسام حسن في موسم 2009-2010 الذي يعتبر الأسوأ لأحمد الميرغنى. انتقل على سبيل الإعارة لنادى المصري البورسعيدي طوال موسم 2010/2011.
ومنه إلى وادى دجلة وجولدي بالدرجة الرابعة، ثم خاض اللاعب تجربة احتراف خارجية بالكويت وعمان والأردن، والآن هو لاعب بنادى دكرنس الرياضى أحد أندية الدرجة الثالثة